# Gaig nan
El gaig nan (Cyanolyca nanus) és una espècie d'ocell de la família dels còrvids (Corvidae) que habita boscos de les muntanyes del sud-est de Mèxic, a Veracruz, Puebla i Oaxaca.